# أنديرس بيتر نيلسن
أنديرس بيتر نيلسن (بالدنماركية: Anders Peter Nielsen)‏ هو لاعب رماية دنماركي، ولد في 25 مايو 1867 في آرهوس في الدنمارك، وتوفي في 16 أبريل 1950 في كوبنهاغن في الدنمارك.

## وصلات خارجية
- أنديرس بيتر نيلسن على موقع الاتحاد الدولي (الإنجليزية)
- أنديرس بيتر نيلسن على موقع أوليمبيديا (الإنجليزية)